# Cantó de Marsella La Poma
El cantó de Marsella La Poma és un cantó francès del departament de les Boques del Roine, situat al districte de Marsella. És format per part del municipi de Marsella.

## Municipis
Aplega tot o part dels següents barris de Marsella:
- La Poma
- La Valbarelle
- Saint-Tronc
- Saint-Loup
- Les Trois-Ponts

| Data d'elecció                           | Identitat        | Partit | Qualitat |
| ---------------------------------------- | ---------------- | ------ | -------- |
| 1973-1985                                | M. Amsellem      | PS     |          |
| 1985-1992                                | Georges Grolleau | UDF    |          |
| 1992-                                    | René Olmeta      | PS     |          |
| les dades anteriors no són pas conegudes |                  |        |          |